# Metoncidus
Metoncidus is een geslacht van kevers uit de familie van de loopkevers (Carabidae). De wetenschappelijke naam van het geslacht is voor het eerst geldig gepubliceerd in 1871 door Henry Walter Bates.

## Soorten
Het geslacht Metoncidus omvat de volgende soorten:
- Metoncidus epiphytus Will, 2004
- Metoncidus gracilus Will, 2004
- Metoncidus tenebrionides Bates, 1871